# دردار أسود
دردار أسود (الاسم العلمي:Ulmus nigra) هو نوع نباتي يتبع جنس الدردار من فصيلة الدردارية.